# Abadehella
Abadehella es un género de foraminífero bentónico de la familia Abadehellidae, de la superfamilia Tetrataxoidea, del suborden Fusulinina y del orden Fusulinida. Su especie tipo es Abadehella tarazi. Su rango cronoestratigráfico abarca el Dzhulfiense superior (Pérmico superior).

## Discusión
Clasificaciones más recientes incluyen Abadehella en el suborden Endothyrina, del orden Endothyrida, de la subclase Fusulinana y de la clase Fusulinata.

## Clasificación
Abadehella incluye a las siguientes especies:
- Abadehella biconvexa †
- Abadehella coniformis †
- Abadehella grandis †
- Abadehella iwaiensis †
- Abadehella koryakiensis †
- Abadehella lonformis †
- Abadehella minima †
- Abadehella tarazi †